# White Chamber
White Chamber (Brasil: A Câmara do Medo ) é um filme de terror e ficção científica britânico de 2018 escrito e dirigido por Paul Raschid. É estrelado por Shauna Macdonald e Oded Fehr. O filme é sobre uma mulher, Dra. Elle Chrysler (Macdonald), que acorda e se encontra em uma câmara branca, onde é torturada por informações que afirma não ter.
Teve sua estreia em 5 de abril de 2018 no Festival Internacional de Cinema Fantástico de Bruxelas, e posteriormente no Festival de Cinema de Edimburgo. Foi lançado pela Netflix em 29 de março de 2019. Macdonald ganhou o prêmio BAFTA escocês de Melhor Atriz por sua atuação.

## Elenco
- Shauna Macdonald como Dra. Elle Chrysler
- Oded Fehr como Daran / Narek Zakarian
- Amrita Acharia como Ruth
- Sharon Maughan como Sandra
- Nicholas Farrell como Dr. Edgar Chrysler
- Candis Nergaard como Anya

## Recepção
No Rotten Tomatoes, o filme tem uma taxa de aprovação de 43%, com base em 7 avaliações. No Metacritic, o filme tem uma pontuação média ponderada de 40 em 100, com base em 2 reviews, indicando "críticas mistas".